# Adire (textielkunst)

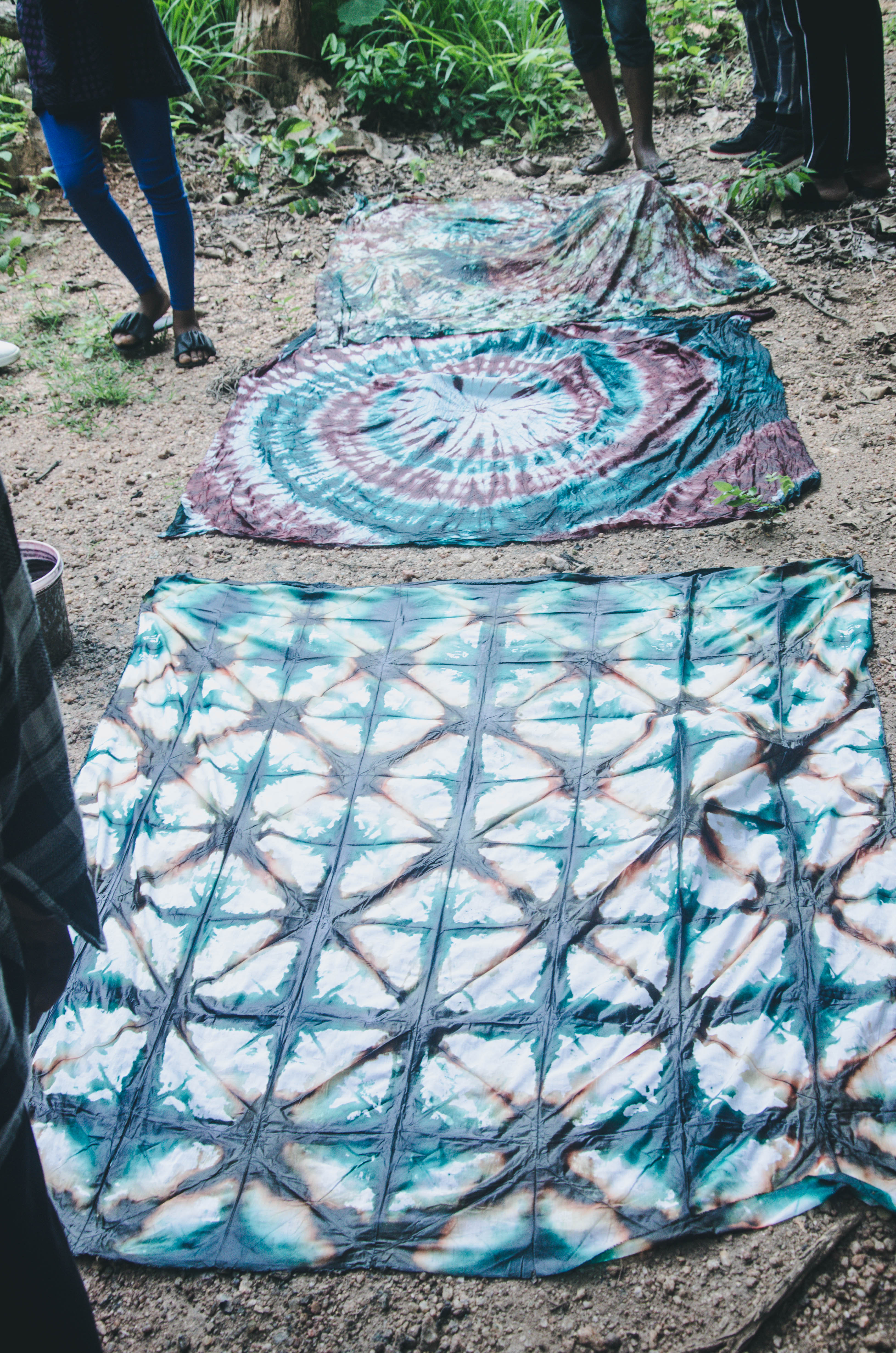
Adire op traditionele wijze vervaardigd in Afrikaans dorp

Adire-textiel (Yoruba: tie and dye) is textiel die traditioneel is geverfd met indigo door Yoruba-vrouwen. De gebruikte kleurstoffen en resist-technieken zorgen voor een intens diepblauwe kleur met een grote verscheidenheid aan patronen. Het is een ambacht dat traditioneel wordt doorgegeven van moeder op dochter.

## Geschiedenis

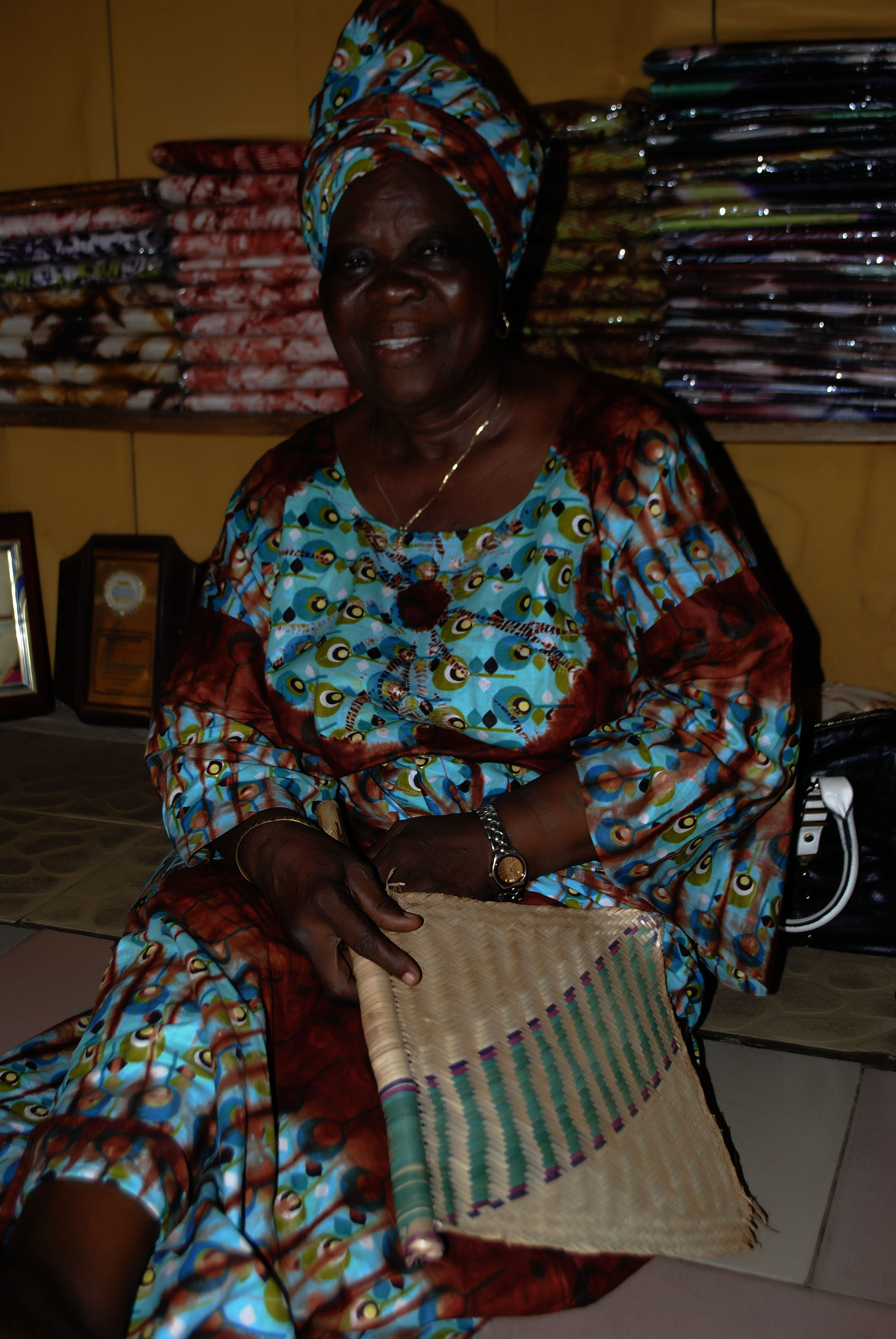
Een Nigeriaanse vrouw in adire-kleding

De traditie van verven met indigo gaat eeuwen terug in West-Afrika. Het vroegst bekende voorbeeld is een pet uit het Dogon-koninkrijk in Mali uit de 11e eeuw, geverfd in de oniko-stijl.
De eerste stukken van dit type waren waarschijnlijk eenvoudige ontwerpen op katoenen stof, met de hand gesponnen en plaatselijk geweven, ongeveer zoals nog steeds in Mali wordt gedaan.
Abeokuta wordt beschouwd als de culturele hoofdstad van adire in Nigeria; sommigen suggereren dat de grote steden Ibadan en Osogbo (Yorubaland) van grote invloed zijn bij het maken van adire, omdat het verven van adire pas begon in Abeokuta toen Egba-vrouwen uit Ibadan met deze kennis terugkeerden.

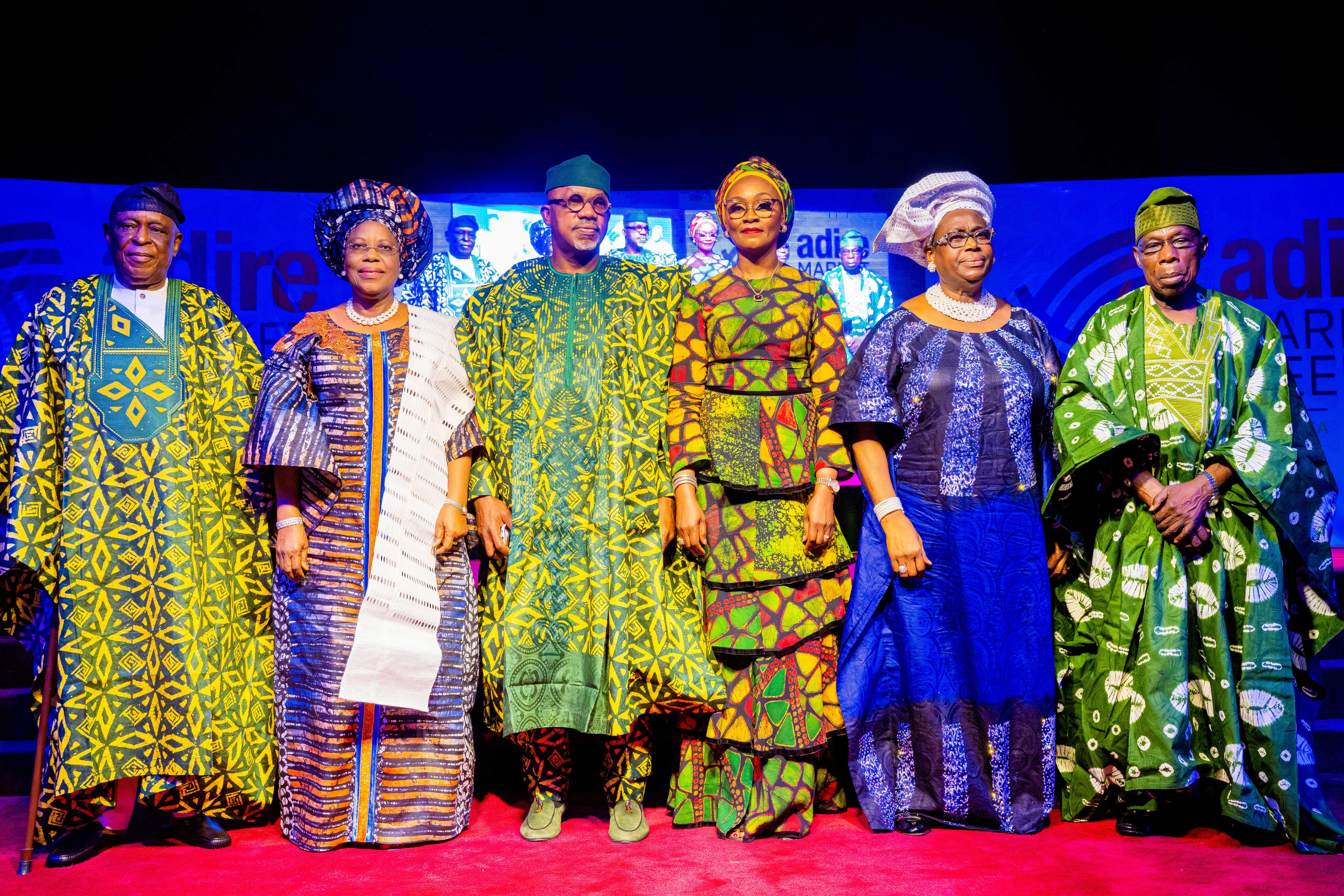
Voormalig Nigeriaans president Olusegun Obasanjo en zijn vrouw, met de voormalige gouverneur van Ogun State, Segun Osoba, en zijn vrouw, en gouverneur Dapo Abiodun van Ogun State en zijn vrouw Bamidele Abiodun op het hoofdpodium van Adire Market Week, 9 april 2022

Tegen het einde van de jaren dertig van de 20ste eeuw veroorzaakten de verspreiding van synthetische indigo en een toestroom van nieuwe, minder geschoolde ambachtslieden voor kwaliteitsproblemen waardoor de markt voor adire in een crisis belandde. Hoewel de invloeden van buitenaf zorgden voor meer complexe patronen en gebruik van andere kleuren in de stof, resulteerden ze ook in een afname van het traditionele ambacht. Met een opleving in de markt, beïnvloed door de komst van het vredeskorps uit de Verenigde Staten, maakte de traditionele ontwerpen en ambachtelijke gebruiken steeds meer plaats voor kleurrijke stoffen waarbij resistpatronen steeds minder van belang waren in het ontwerp.
Er vindt echter een heropleving plaats van de traditionele Adire door Nigeriaanse professionals zoals ontwerpsters Nike Davies-Okundaye, Amaka Osakwe (en haar label Maki-Oh) en Duro Olowu. Politieke figuren en beroemdheden zoals Michelle Obama en Lupita Nyong'o hebben op adire geïnspireerde kleding gedragen. Ook lanceerde Bamidele Abiodun, de vrouw van de gouverneur van de staat Ogun, in 2022 de Adire Market Week als een initiatief dat bedoeld was om adire te promoten en lokale textielfabrikanten te beschermen.

## Technieken
Voor het creëren van adire wordt geweven textiel geverfd met indigo voor een diepe, intense blauwe kleur. Om patronen in de stof te verkrijgen wordt er gebruikgemaakt van een resisttechniek, vaak door een pasta van cassave, of door het gebruik van raffia. Overal waar de pasta of raffia is aangebracht, hecht de indigo niet, waardoor er een wit patroon in de blauwe stof ontstaat. Adire wordt wel 25 keer of vaker geverfd om de diep blauwzwarte kleur te creëren voordat de resistpasta wordt uitgewassen. Andere vormen van indigo-resist-verven in West-Afrika worden gedaan door de Bamana van Mali, die modder gebruiken als resistmedium, terwijl Senegalese ververs rijstpasta gebruiken in plaats van cassavewortel.
Er worden drie primaire resist-technieken gebruikt in Nigeria:
OnikoDit proces omvat het binden van raffia rond honderden individuele maïskorrels of kiezels om kleine witte cirkels op een blauwe achtergrond te produceren. De stof kan ook worden gedraaid en op zichzelf worden geknoopt of tot strepen worden gevouwen.
AlabereEr wordt raffia op de stof gestikt in een patroon voorafgaand aan het verven. De palm van raffia is gestript en de ruggengraat is in de stof genaaid. Na het verven wordt de raffia er meestal uitgetrokken, hoewel sommigen ervoor kiezen om het erin te laten en slijtage aan het kledingstuk langzaam in het ontwerp te laten zien.
ElekoMet kippenveren wordt de cassavepasta op de stof geschilderd of gestencild met kalebassen waar ontwerpen in zijn gesneden, op een manier die lijkt op blokdruk. Sinds het begin van de twintigste eeuw worden ook wel metalen stencils gebruikt die zijn gesneden uit de vellen tin waarmee theekisten zijn bekleed.